# Roland Wagner (Fußballspieler)
Roland Wagner (* 22. Dezember 1955 in Drusenheim, Département Bas-Rhin) ist ein ehemaliger französischer Fußballspieler. Seine erfolgreichste Zeit als Fußballer hatte er bei Racing Straßburg.

## Karriere

### Verein

#### FC Drusenheim
Roland Wagner begann mit dem Fußball in seiner elsässischen Heimatstadt Drusenheim und heuerte bei der Jugendabteilung des FC Drusenheim an.

#### Racing Straßburg
1972 begann er seine Profikarriere, als er beim Erstligisten Racing Straßburg, dem fußballerischen Aushängeschild des Elsass, einen Profivertrag unterschrieb. In seiner ersten Saison kam Wagner jedoch nur zu einem Einsatz. In der Saison darauf kam er zwar zu zwölf Einsätzen, wo ihm fünf Treffer gelangen.
In der Saison 1974/75 konnte sich Wagner einen Stammplatz erkämpfen und spielte in 28 Liga-Spielen. Und auch in jener Saison markierte er fünf Treffer. In der Folgesaison kam Wagner in der Liga nur 27 Mal zum Einsatz, welches er mit vier Treffern krönte. Den Abstieg der Elsässer in die Zweitklassigkeit konnte er jedoch kaum verhindern. In der Zweitliga-Saison war Wagner dann ebenfalls wichtig und markierte in 27 Partien gleich 17 Treffer. Diese verhalfen Straßburg zum direkten Wiederaufstieg.
In der folgenden Saison war Wagner zeitweise Bankdrücker und spielte nur in vierzehn Partien. Hierbei gelang ihm nur ein Treffer. In der Saison 1978/79 erkämpfte sich Wagner seinen Stammplatz zurück und spielte eine bärenstarke Saison. Roland Wagner kam in 35 Spielen in der Liga zum Einsatz und schoss 14 Tore. Im UEFA-Pokal drang man bis in die dritte Runde vor. Dort scheiterte man am deutschen Klub MSV Duisburg. Wagner spielte in allen sechs Partien von Racing im UEFA-Pokal (ein Treffer). Am Ende wurde die Saison gar mit dem Gewinn des Meistertitels gekrönt. In der Folgesaison spielte Wagner dadurch mit Racing Straßburg im Europapokal der Landesmeister. Dort drang man bis ins Viertelfinale vor, ehe sich dort der niederländische Spitzenklub Ajax Amsterdam sich als zu stark erwies. Wagner kam in fünf Partien zum Einsatz. In der Liga kam er zu 22 Einsätzen (sechs Treffer). In der Saison 1980/81 blieb ihm dagegen ein Einsatz verwehrt. In der Saison verlor Wagner seinen Stammplatz und spielte nur in elf Spielen (kein Treffer).

#### FC Mulhouse
Zur neuen Saison verließ Wagner Straßburg nach zehn Jahren Vereinszugehörigkeit und heuerte beim Ligakonkurrenten und Lokalrivalen FC Mülhausen an. Jedoch konnte er sich in Mülhausen keinen Stammplatz erkämpfen und kam nur zu sieben Einsätzen (ein Treffer). Am Ende stieg Mülhausen aus der damaligen Division 1 ab.

#### Entente Montceau
Nach zweijähriger Vereinslosigkeit wechselte Wagner zu Entente Montceau. In seiner ersten Saison kam Wagner zu 22 Einsätzen, wo ihm ein Treffer gelang. In der Saison darauf kam er ebenfalls zu 22 Einsätzen, wo ihm gleich drei Treffer gelangen. Zum Saisonende beendete er seine Karriere.

#### SR Hagenau
1989 revidierte er seine Entscheidung zum Karriereende und heuerte beim SR Hagenau an. Dort hielt es ihn jedoch nur eine Saison.

#### SV Linx
Roland Wagner wechselte zur Saison 1990/91 erstmals ins Ausland und ging über die nahegelegene Grenze nach Deutschland. Er heuerte beim damaligen Fünftligisten SV Linx aus der an der Grenze zum Elsass gelegenen Kleinstadt Rheinau (Baden) an. Bis 1993 war er dort aktiv.

### Nationalmannschaft
Am 10. Oktober 1979 kam Wagner zu seinem Debüt in der Equipe Tricolore, der A-Nationalmannschaft Frankreichs. Beim 3:0-Sieg gegen die USA stand er in der Startelf und traf nach Vorlage von Michel Platini zum zwischenzeitlichen 2:0. Zu Beginn der zweiten Halbzeit wurde er für Patrice Lecornu ausgewechselt; es blieb sein einziges Länderspiel.